# Chişineu-Criş
Chișineu-Criș (ungarsk: Kisjenő) er en by i distriktet Arad, Crișana, Rumænien. Byen har 7.212 (2021) indbyggere.

## Geografi
Byen ligger på den nordvestlige side af distriktet, 43 kilometer fra distriktshovedstaden Arad. Byens administrative område er på 119 km² og ligger på Crișul Alb-plateauet, på begge sider af floden Crișul Alb. Byen blev dannet ved sammenlægning af landsbyerne Chișineu Mic og Pădureni. Byen administrerer én landsby, Nădab (Nadab).